# Warblington Castle
Warblington Castle är ett slott i Storbritannien.   Det ligger i grevskapet Hampshire och riksdelen England, i den södra delen av landet, 90 km sydväst om huvudstaden London. Warblington Castle ligger 9 meter över havet.
Terrängen runt Warblington Castle är platt. Havet är nära Warblington Castle åt sydväst.  Närmaste större samhälle är Portsmouth, 10,2 km sydväst om Warblington Castle.